# طابع أسود
في علم جمع الطوابع، الطابع الأسود أو الطبعة السوداء هو الاسم الذي يطلق على طباعة خاصة للطابع البريدي بدرجات اللون الرمادي، والتي عادة ما تكون غير مثقبة أو مسننة، على الرغم من وجود مطبوعات سوداء مثقبة لأوراق مصغرة. والطابع الأسود مصطلح عام للنسخ المطبوعة الجديدة أو إعادة الطباعة من الطوابع أو السلاسل الملغاة.
تستخدم نماذج الطباعة الأصلية للإنتاج وتطبع باللون الأسود بالحجم الأصلي. لا يحمل هذا الإصدار أي قيمة اسمية ولا تأشيرات بريد، ولكنه يعد مجال جمع مثير للاهتمام لهواة جمع الطوابع، إما بمفردها أو بالاشتراك مع الطوابع المعنية. وهي شائعة خصوصا في الكتب السنوية [الألمانية]، وهذا هو السبب في أن العديد من هواة الجمع يفضلون دمجها مع الطوابع.
في الماضي، كانت مثل هذه الطوابع السوداء تُستخدم في النشر المسبق في الصحافة، أما اليوم فتصدر أصلا لهواة الجمع. وبالإضافة إلى ذلك، تفدم الطوابع السوداء هدايا للأشخاص، وخاصة السياسيين، وبالتحديد تلك الموجودة على أوراق توضيحية.
ويستعمل اسم الطابع الأسود يأتي من اللون الأسود، وهو اللون الوحيد المستخدم في الإنتاج.
يستخدم المكفوفون وضعاف البصر كلمة "طباعة سوداء" لوصف أي مطبوعات مسطحة - على عكس الطباعة المحدبة، على سبيل المثال. باستخدام أبجدية برايل.

## الاستعمالات
استمعالات الطوابع السوداء:
- لتصحيح النموذج المطبوع،
- لتحسين إنتاج العلامة التجارية في الطباعة،
- عينة من الإصدار الجديد،
- ملحق للأدب البريدي،
- تذكار للمعارض التذكارية أو المعارض البريدية أو أي تواريخ ذكرى سنوية. في هذه الحالة، تصدر المنظمات الوطنية لهواة جمع الطوابع الطوابع السوداء في شكل ورقة منفصلة أو بطاقة تحتوي على صورة أحادية اللون لطابع بريدي قريب من موضوع المعرض. الجانب الخلفي لا يحتوي على طبقة لاصقة. الأيدي السوداء هي قطعة قابلة للتحصيل. هناك عدد من الإصدارات النادرة للغاية.

الطوابع التي تحتوي على خلفية داعمة ولون يختلف عن اللون الأسود ليست طوابع سوداء.

## تاريخها
في الفترة من 1850 إلى 1867، تم أنتجت أسلاف الطوابع السوداء لختم (تمييز) الطرود باستخدام أوراق الطوابع الجاهزة في بافاريا. في عام 1912، طبعت العديد من الطوابع السوداء لهواة جمع الطوابع من لوحة الطباعة الأصلية الباقية من طوابع موريشيوس النادرة لعام 1847.
في عام 1962، أنتجت طوابع سوداء خاصة في تشيكوسلوفاكيا في شكل صفيحتين مرقمتين على ورق مصنوع يدويًا في طبعة بلغ عددها 10000 نسخة. كانت مخصصة للمشاركين وضيوف المعرض البريدي "براغ-62".
في عام 1964، أصدر اتحاد هواة جمع الطوابع البولنديين [البولندية] طابعًا أسودًا لإحياء ذكرى المعرض الدولي "لوبلين-64". ومنذ ذلك الحين، أصبح إصدار الطوابع السوداء تقليدًا في المعارض الدولية والوطنية لهواة جمع الطوابع.

## الطوابع السوداء في النمسا
منذ سلسلة كاتدرائية القديس ستيفن في عام 1946، كانت هناك طوابع سوداء لجميع الطوابع في النمسا، على الرغم من أنها كانت في البداية فقط لطوابع الطباعة الغائرة وبعد ذلك بوقت قصير لطوابع الطباعة من نوع نقش غائر. وهي متاحة بشكل منفصل أو في طبعات صغيرة على أوراق توضيحية خاصة في الأوقات اللاحقة. تطبع على صحيفة طوابع تشبه الطباعة الأصلية لإصدارات الطوابع. وكان توزيعها في ذلك الوقت يتراوح بين 500 إلى 800 نسخة.
حتى عام 1991، كانت الطوابع السوداء تُلصق على ورق أصفر فاتح، ما يسمى بالورق الياباني للوثائق، بحجم 210 × 295 ملم تقريبًا (مثل ورق حجم A4)، أو بدلاً من ذلك على أوراق طباعة فنية مصفرة اللون. في ذلك الوقت، كان هناك خطر حدوث ارتباك مع الأوراق التوضيحية التي كانت متاحة في مكاتب هواة الجمع، ولكنها كانت مصنوعة من ورق أبيض. ومنذ عام 1992 فصاعدا، ظهرت الطوابع السوداء أيضًا على ورق أبيض في أوراق توضيحية. في عام 2002 تم تغيير التنسيق إلى ورق A5 (Q11956627) وأضيفت صورة ملونة مكبرة إضافية. استكمل وصف اللغة الألمانية باللغة الإنجليزية، وفي عام 2004 أضيفت اللغة الفرنسية أيضًا. ظهرت الطوابع السوداء الآن على أوراق مزدوجة. في عام 2005، وسع نطاق الطوابع السوداء: وهي متاحة الآن على شكل طوابع فردية وأوراق تذكارية وأوراق مصغرة.

## أمثلة على الطوابع السوداء

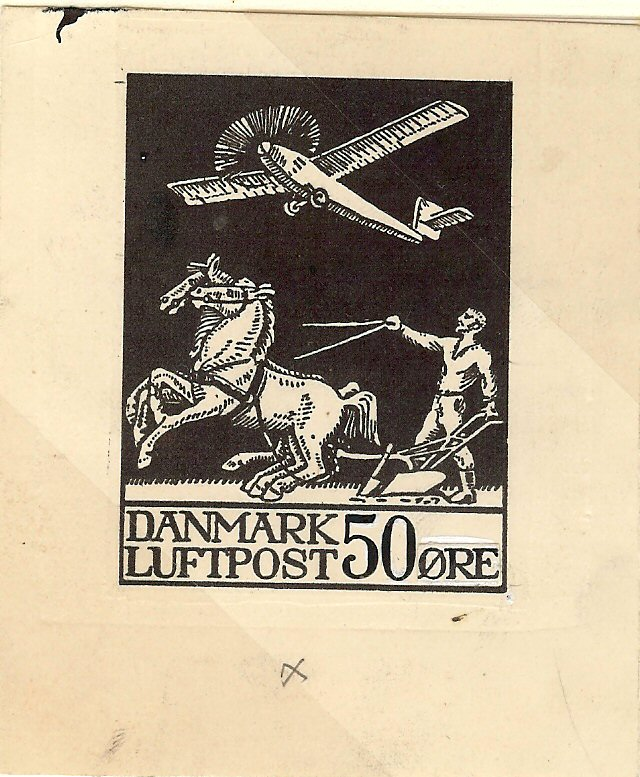
نسخة طابع بريد جوي دنماركي [الإنجليزية].
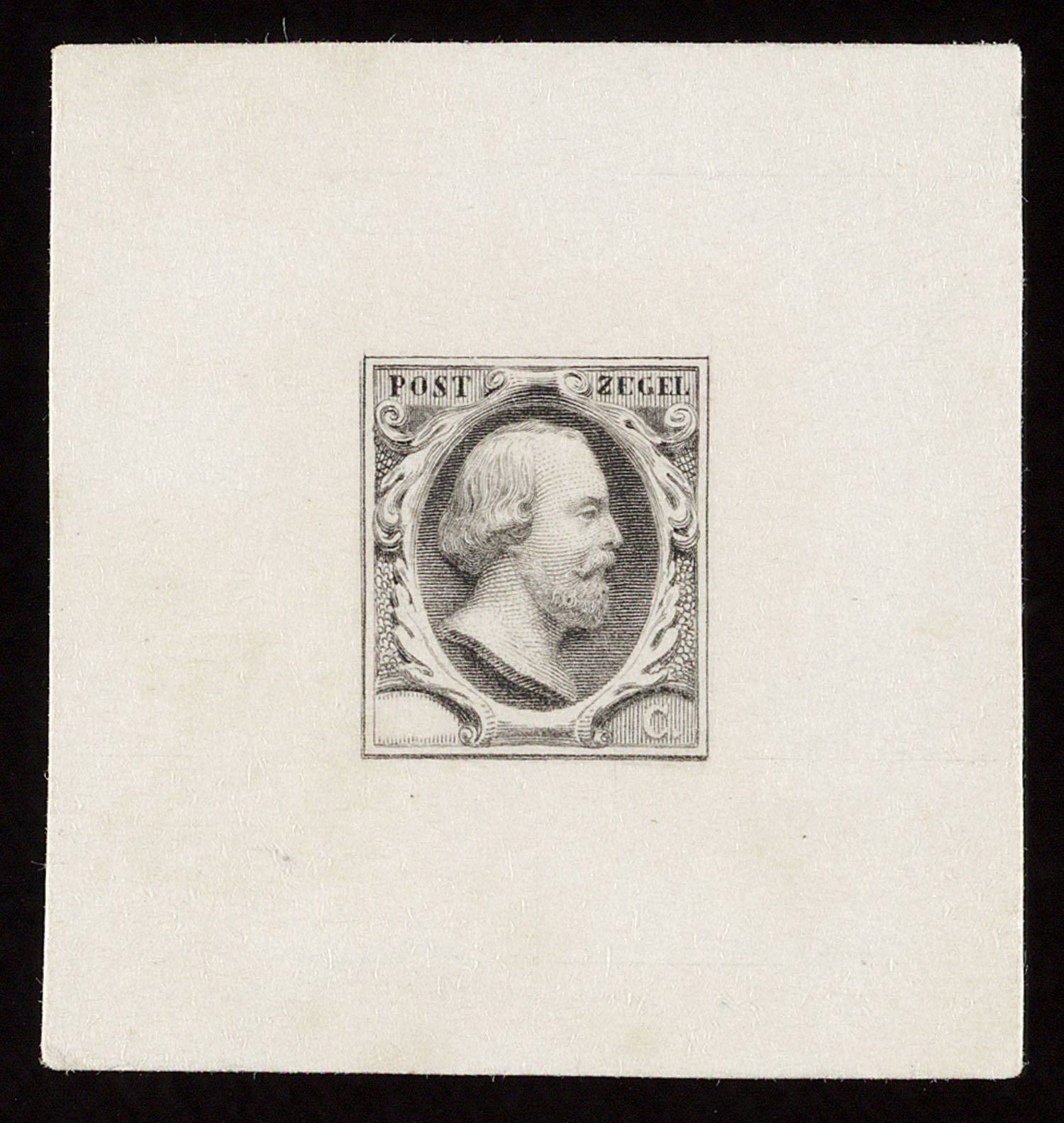
نسخة طابع أسود هولندي صادر عام 1852 تظهر فيه صورة الملك فيليم الثالث.
نسخة طابع أسود سويسري
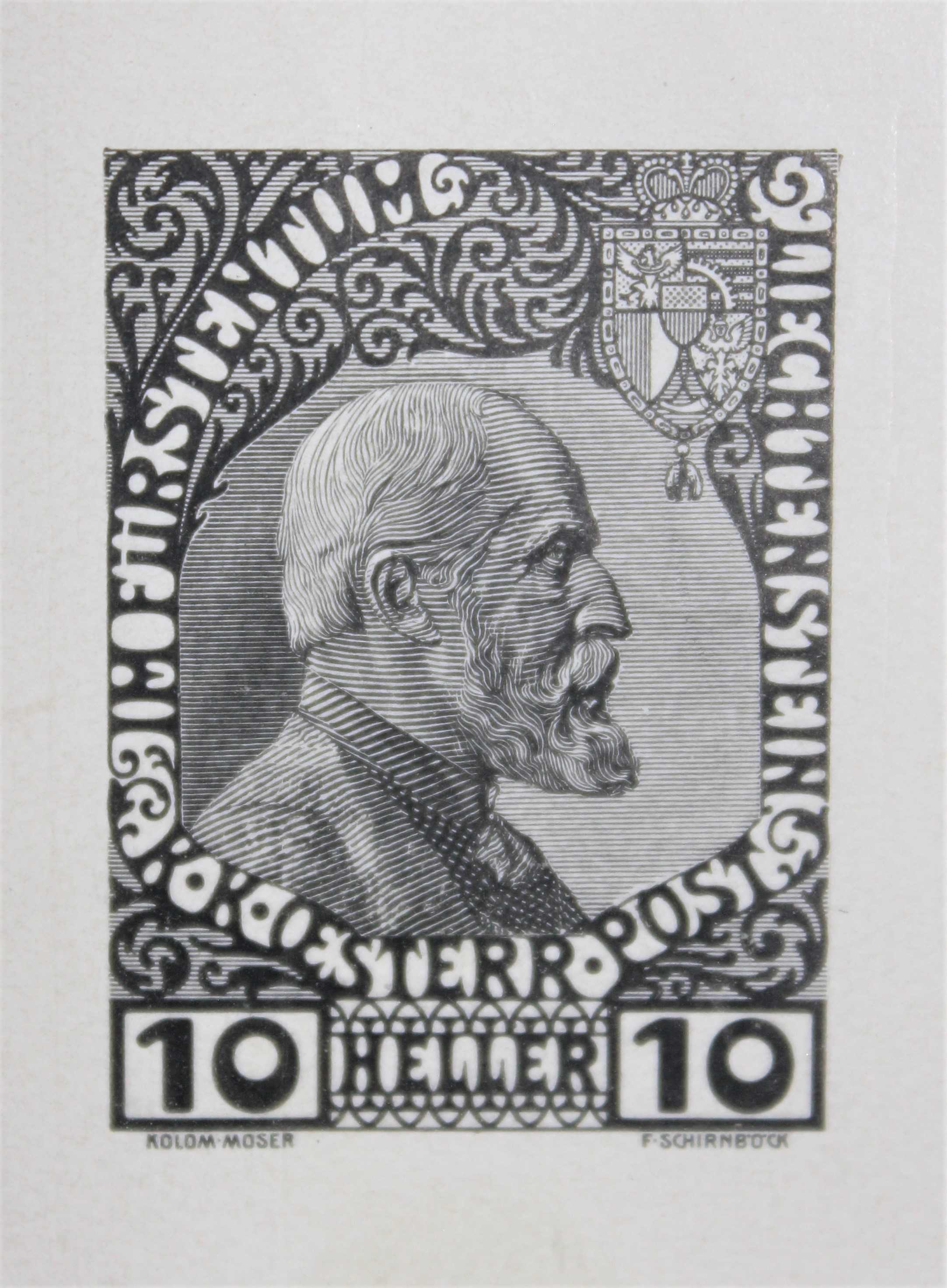
طابع أسود نمساوي صممه كولومان موسر عام 1912.
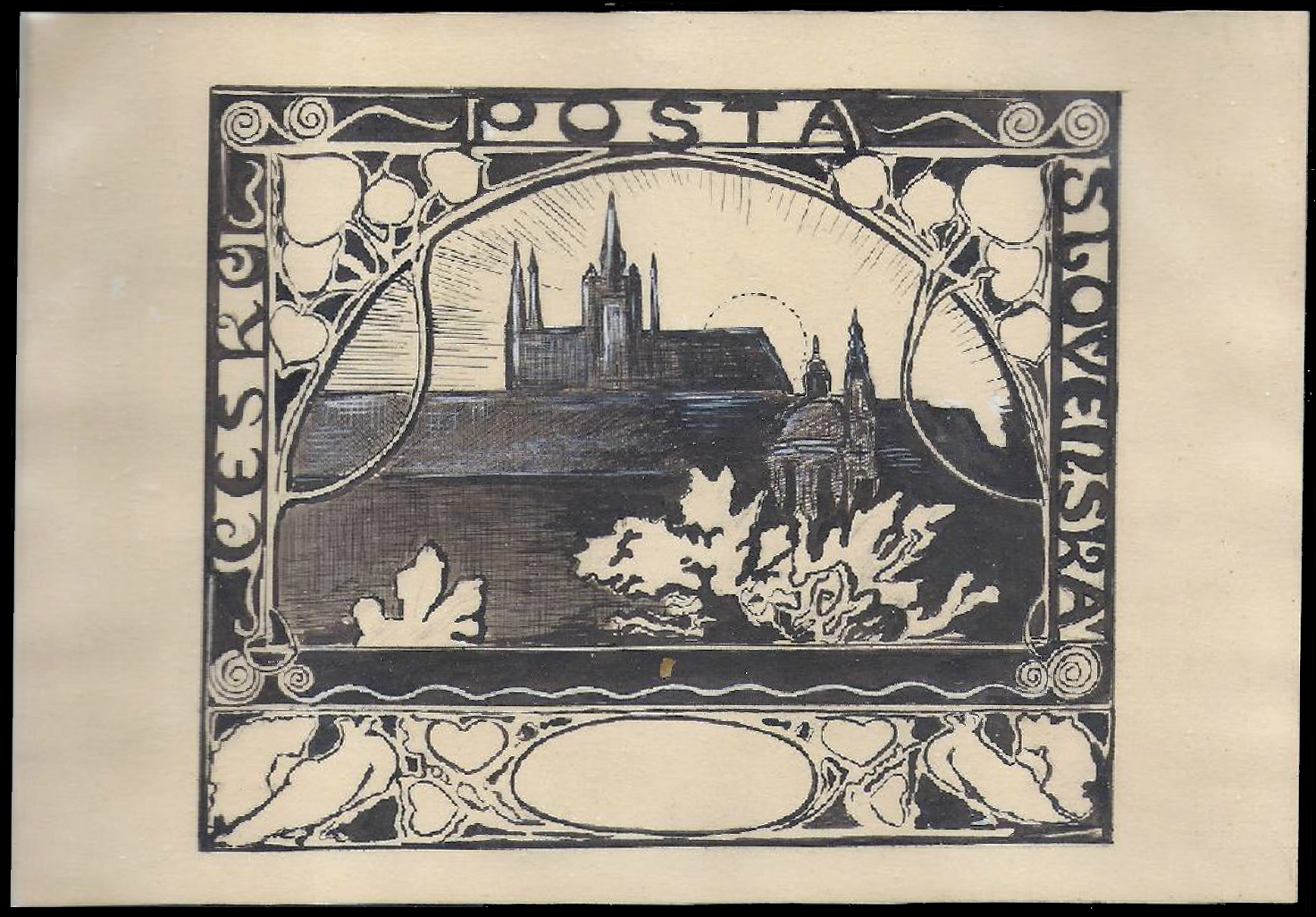
طابع أسود تشيكوسلوفاكي من سلسلة طوابع قلعة براغ [الفرنسية] صادر عام 1918.
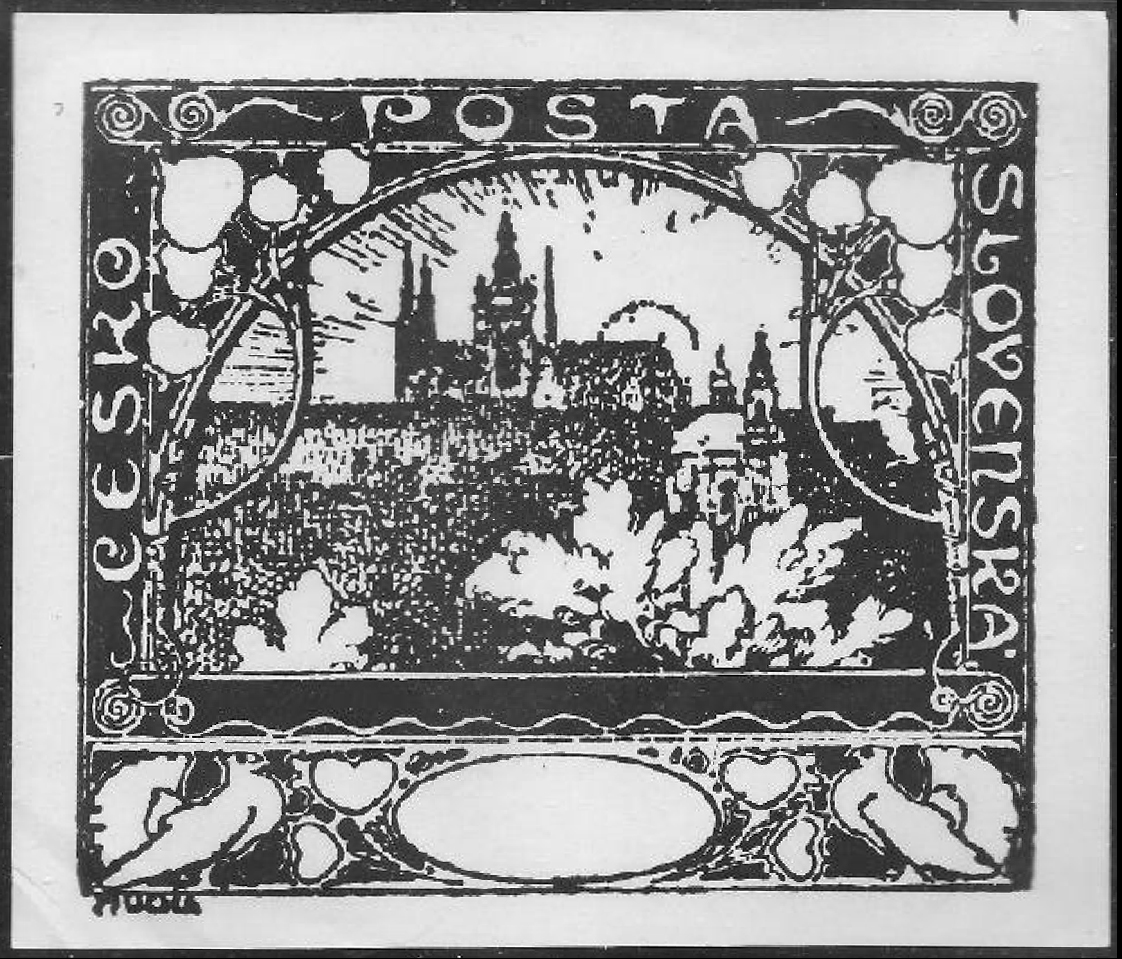
طابع أسود تشيكوسلوفاكي من سلسلة طوابع قلعة براغ [الفرنسية] صادر عام 1918.
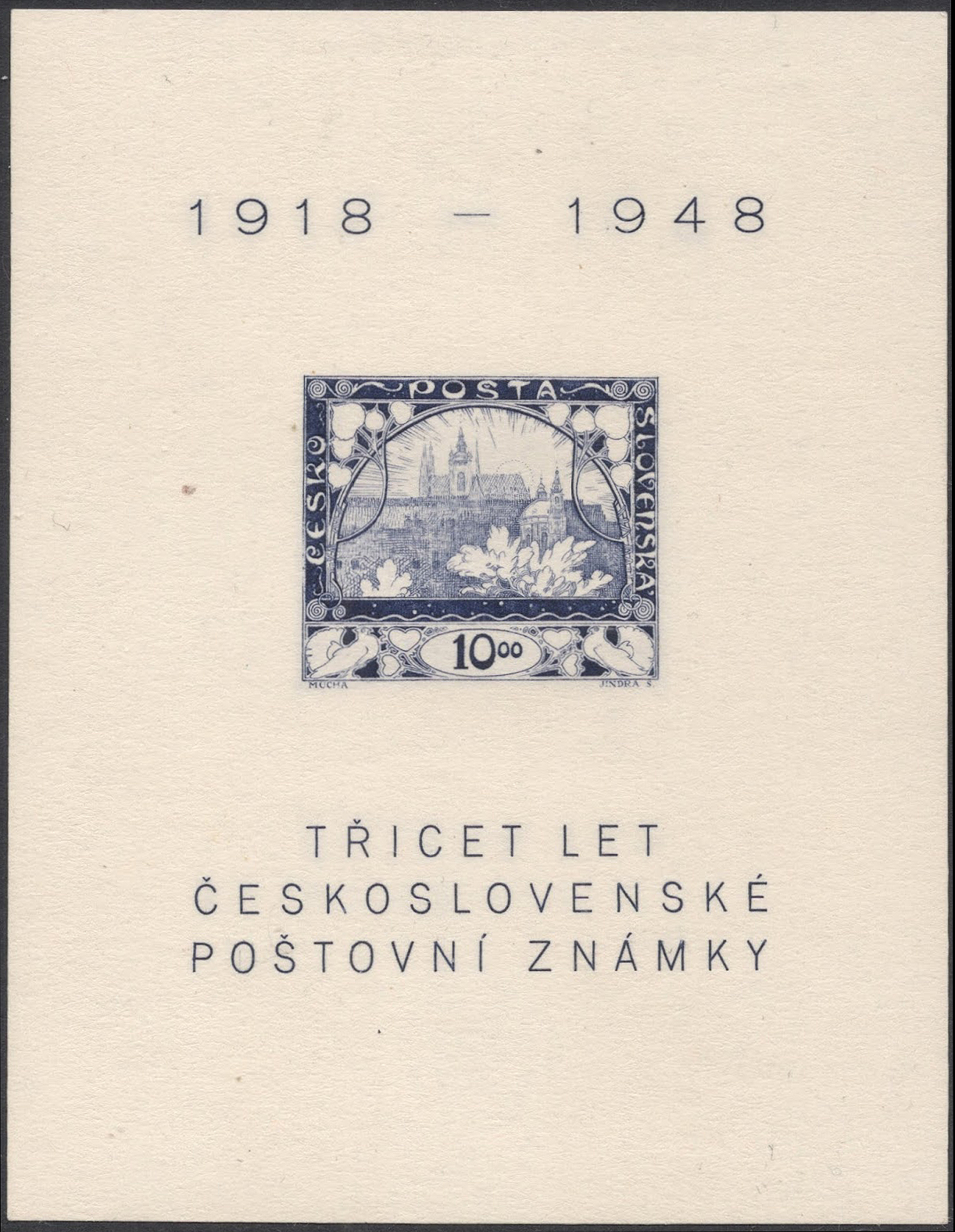
بطاقة طابع أسود تشيكوسلوفاكي من سلسلة طوابع قلعة براغ [الفرنسية] صادر عام 1948 لمناسبة يوم طابع البريد التشيكوسلوفاكي [التشيكية].
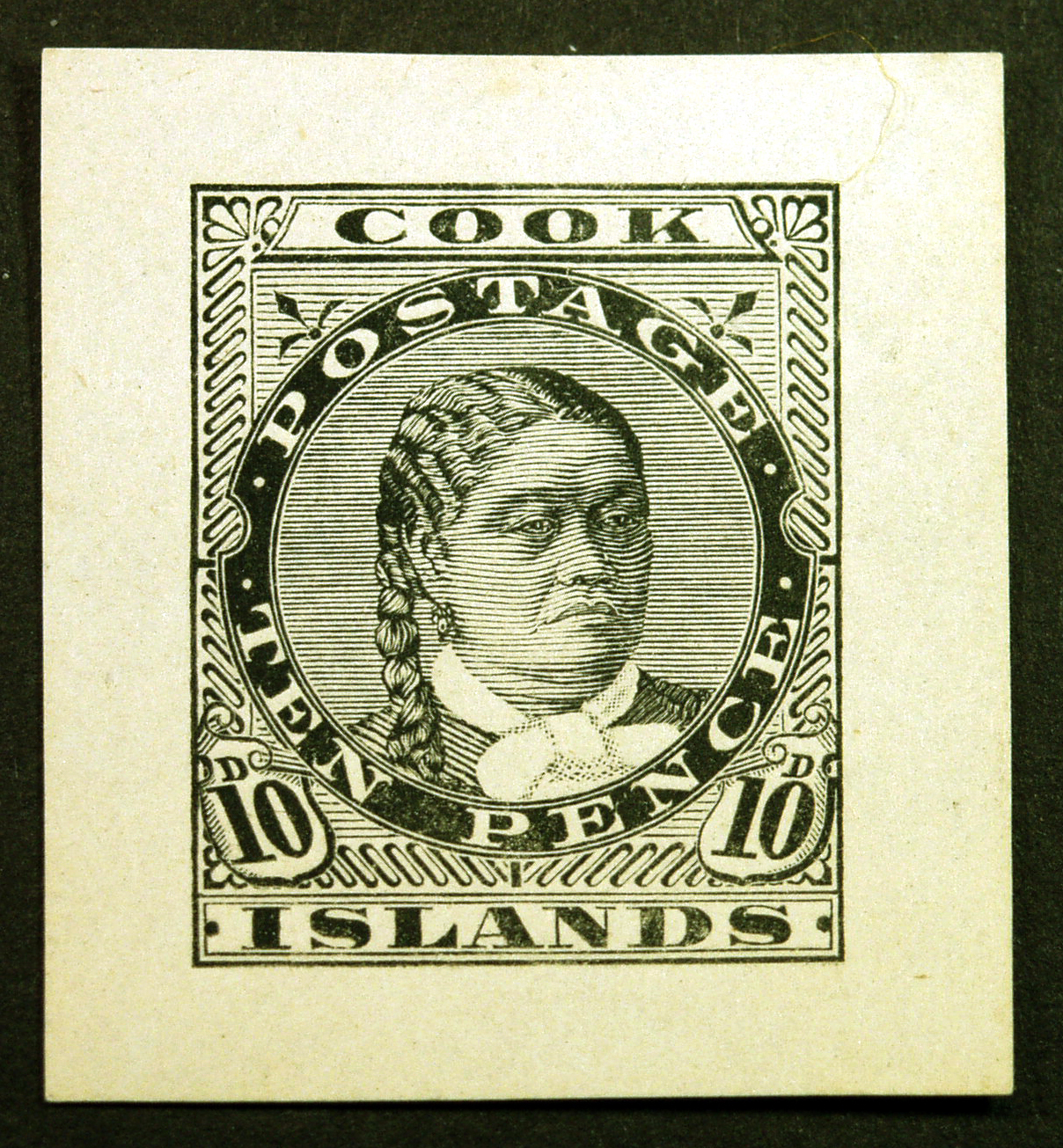
طابع أسود من جزر كوك صادر بحدود عام 1893-94 تظهر فيه صورة الملكة ماكيا [الإنجليزية]
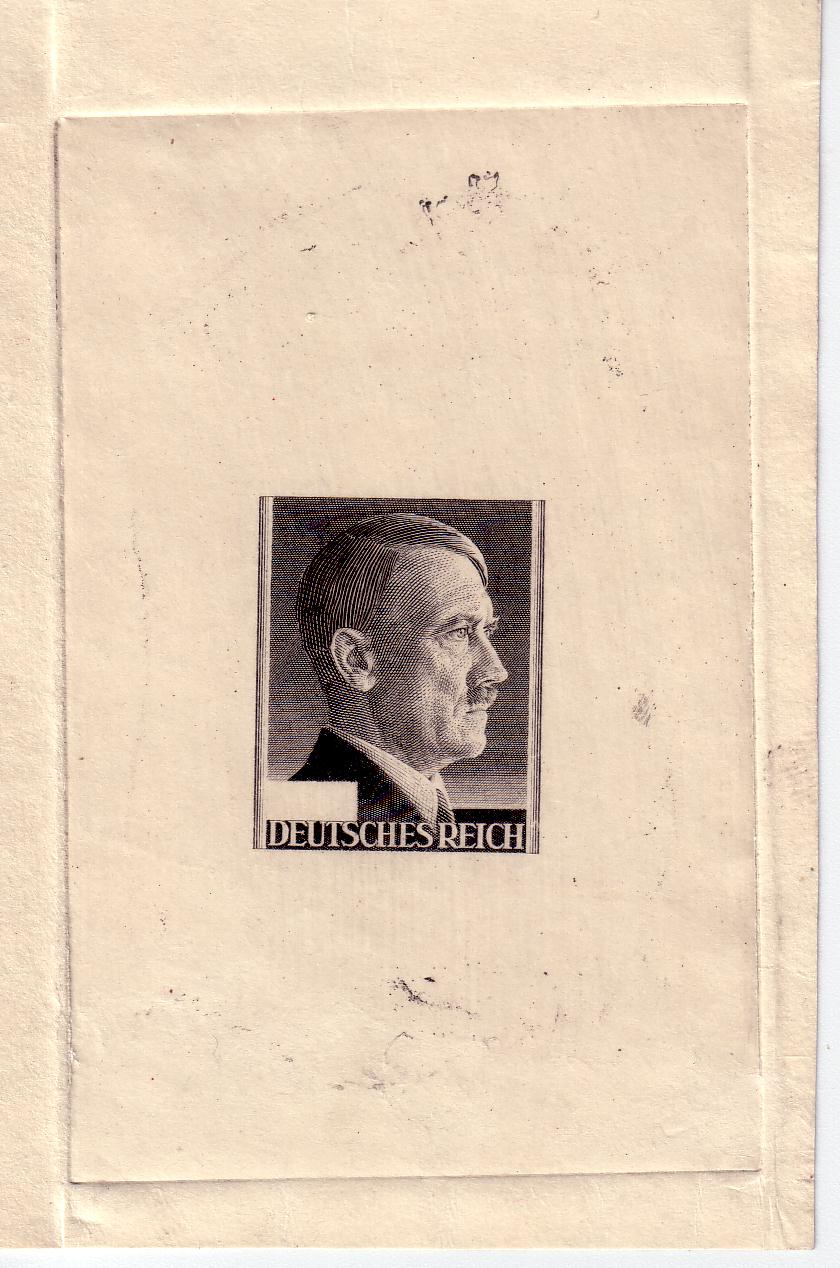
طابع أسود ألماني صادر عام 1941 ضمن سلسلة طوابع أدولف هتلر [الألمانية]
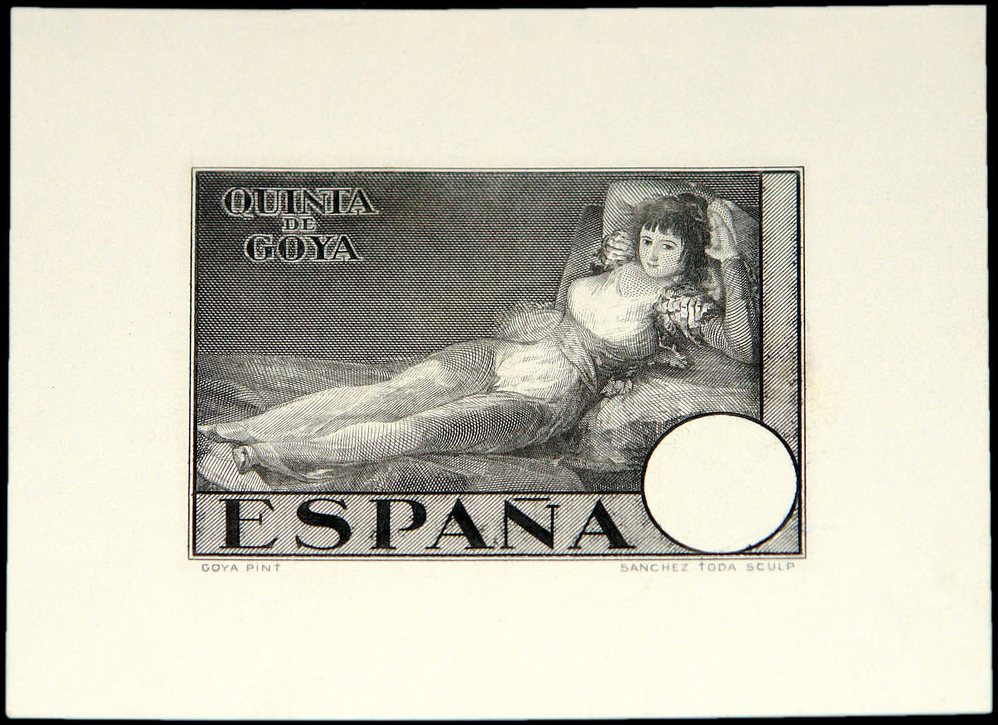
طابع أسود إسباني صادر عام 1930، وهو تصميم لم يصدر لنسخة استخدمت فيه لوحة الجميلة العارية للرسام فرانثيسكو غويا، بخلاف طابع الجميلة العارية [الإنجليزية] الذي أصدر واستعمل بعدة إصدارات بين عامي 1929–1930.
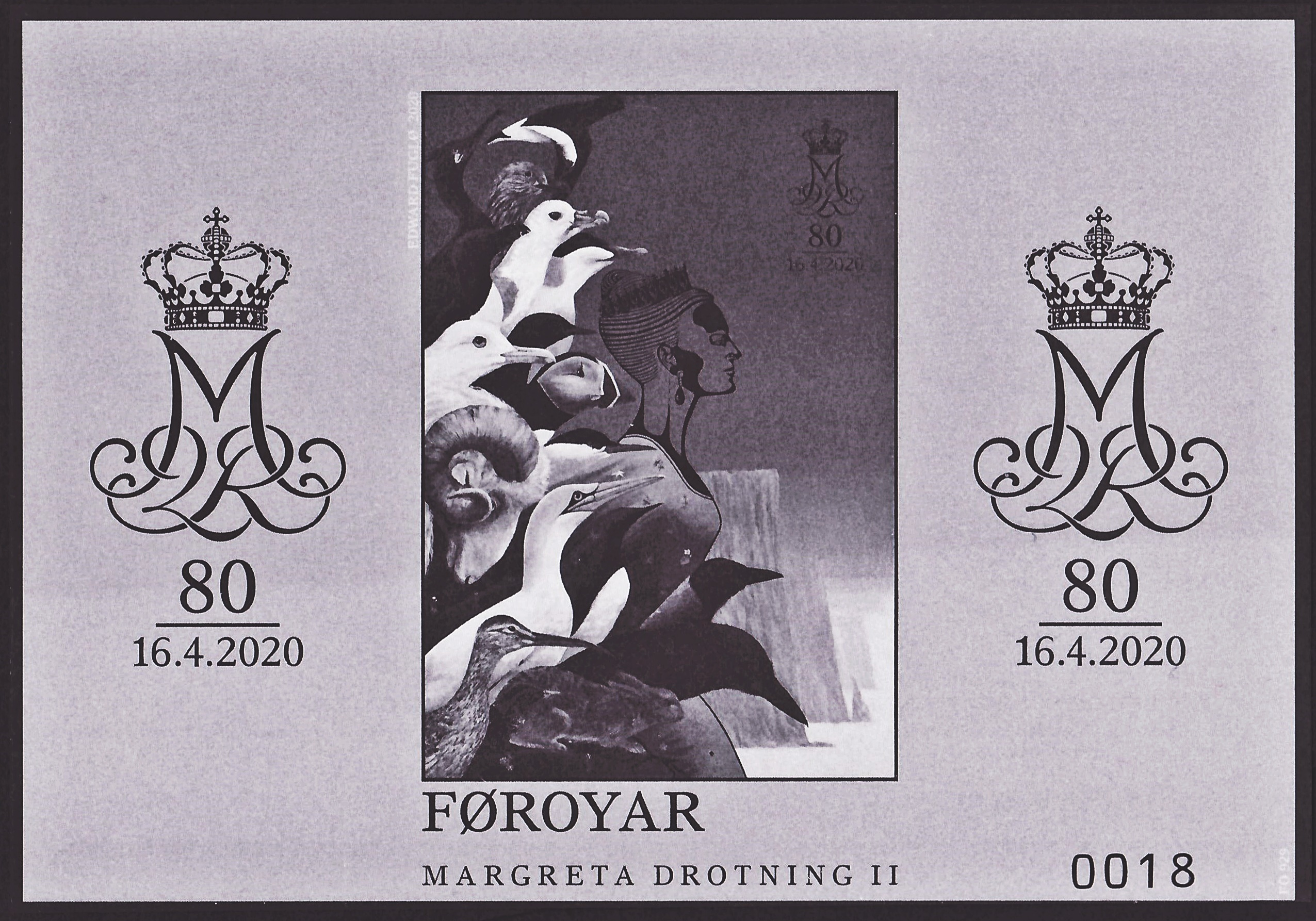
نسخة طابع أسود أصدرها شركة بوستا [الإنجليزية] من جزر فارو.
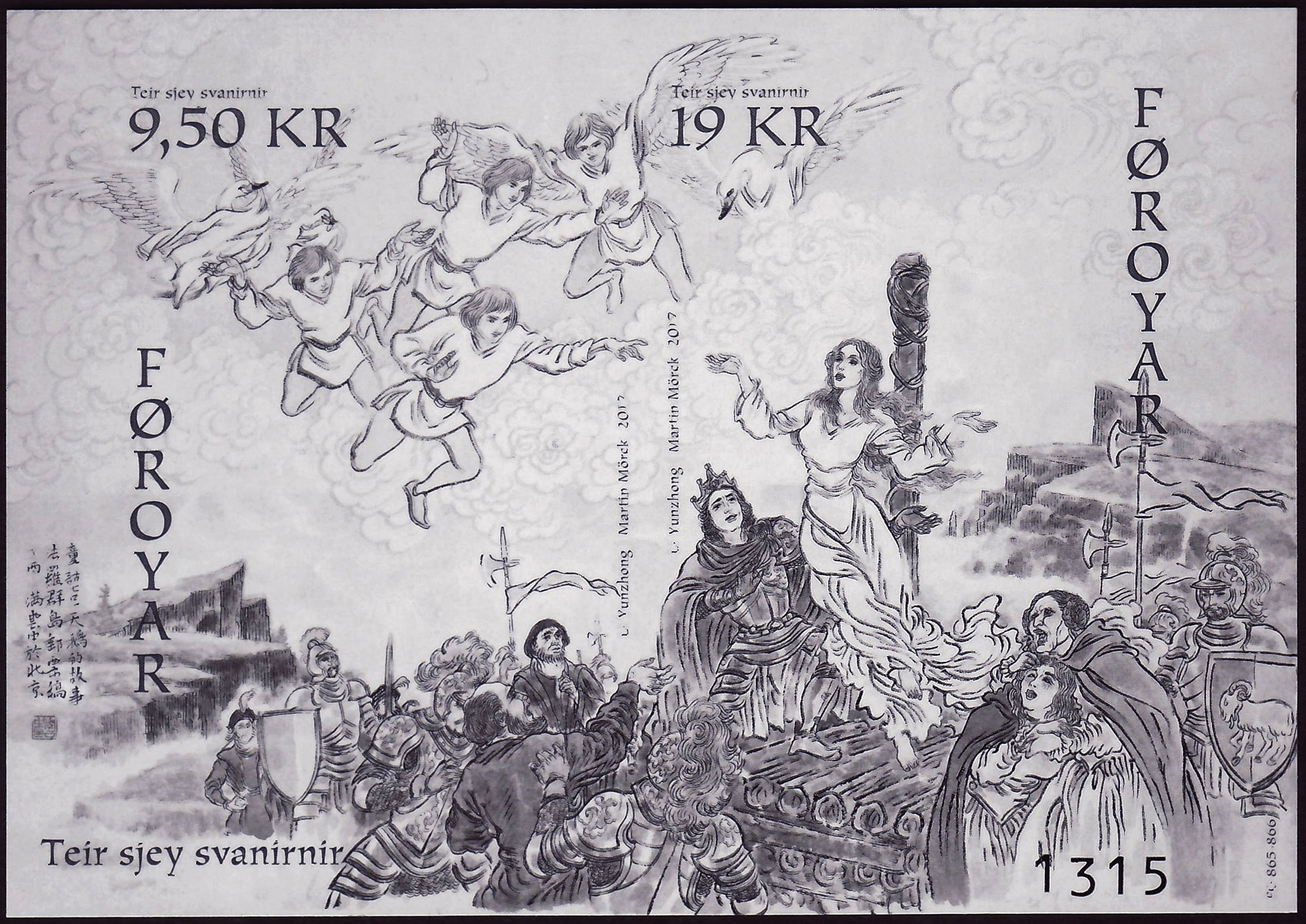
نسخة طابع أسود من جزر فارو.
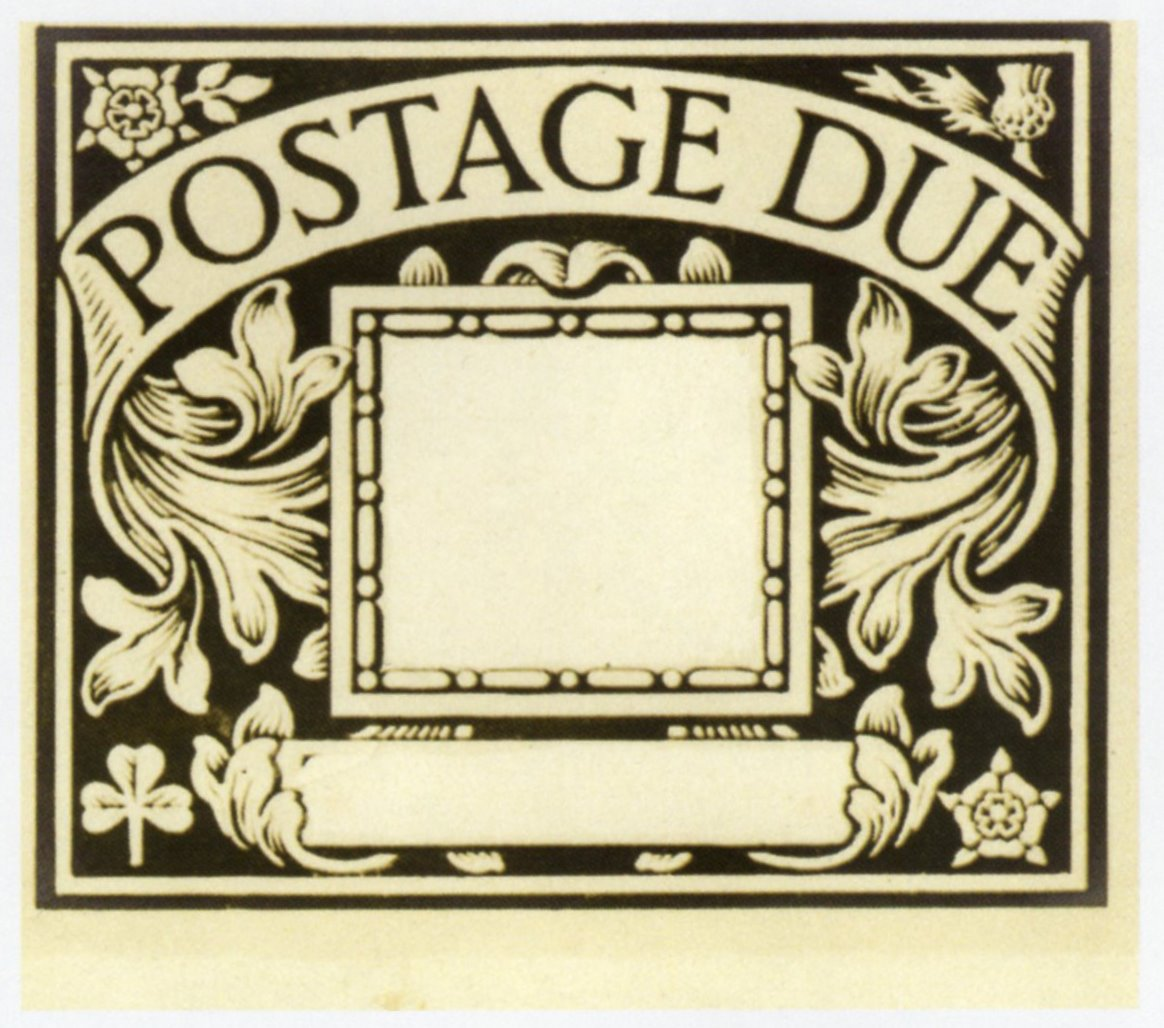
تصميم جورج إيف [الإنجليزية] لطابع إنجليزي بحدود 1912-1914.
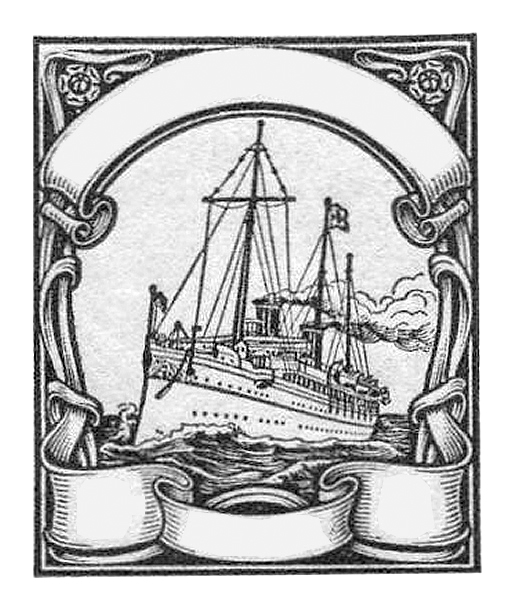
نسخة طابع أسود لطابع اليخت [الإنجليزية] الألماني بحدود عام 1900.
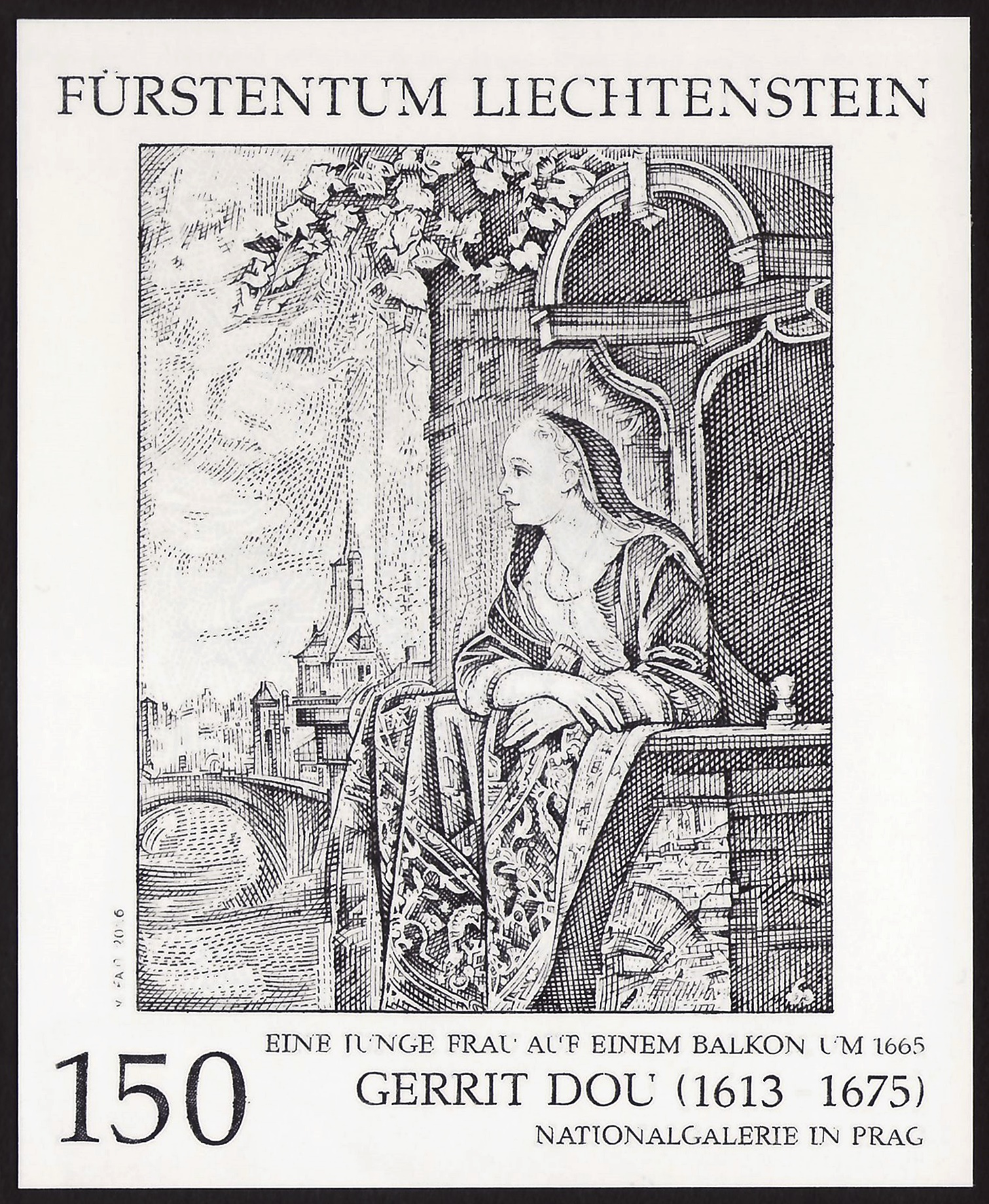
نسخة طابع أسود لطابع من ليختنشتاين صادر عام 2016، يحتوي على صورة لوحة "سيدة شابة على شرفة (Q71149132)" التي رسمها جيرار دو عام 1664.
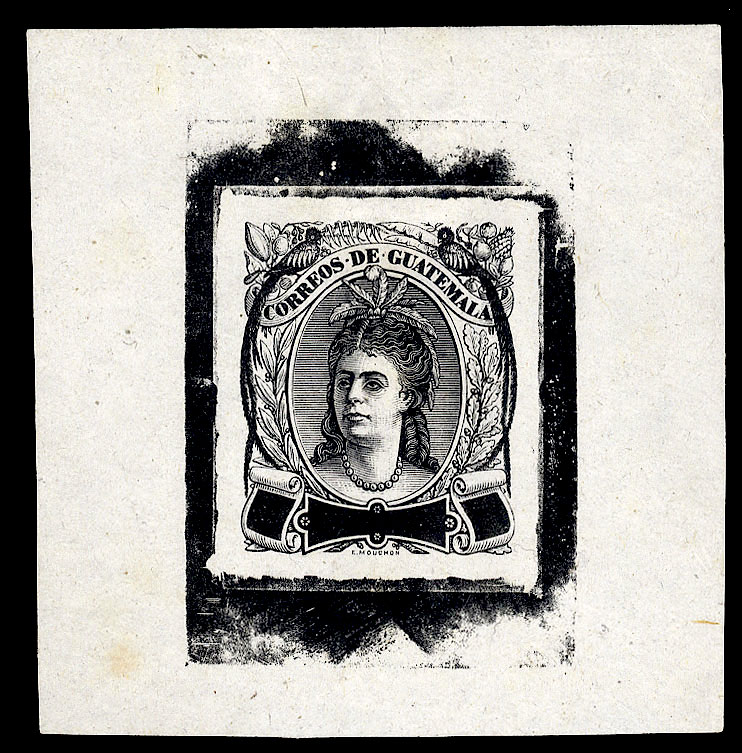
طابع أسود من غواتيمالا صادر عام 1878.
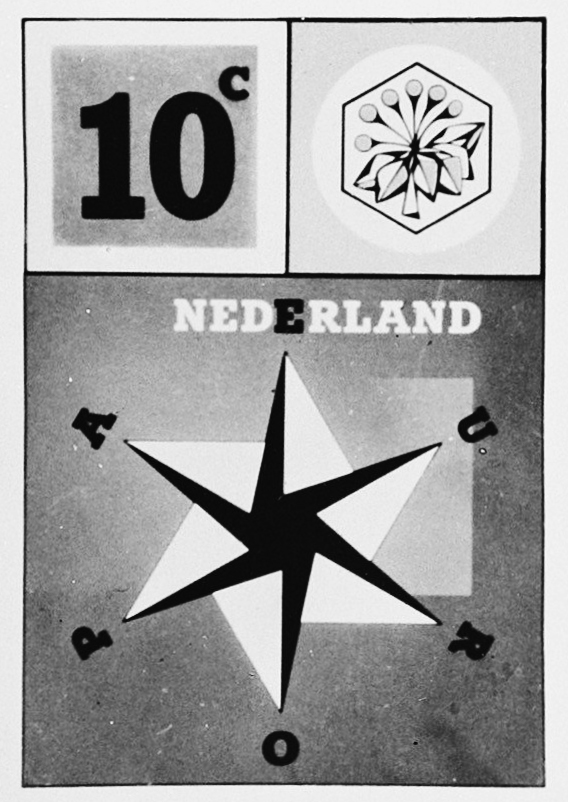
طابع أسود هولندي صادر عام 1957، وهو ضمن إصدارات طابع بريد أوروبا.
طابع أسود هولندي صادر عام 1958، وهو ضمن إصدارات طابع بريد أوروبا.
طابع أسود هولندي صادر عام 1959، وهو ضمن إصدارات طابع بريد أوروبا.
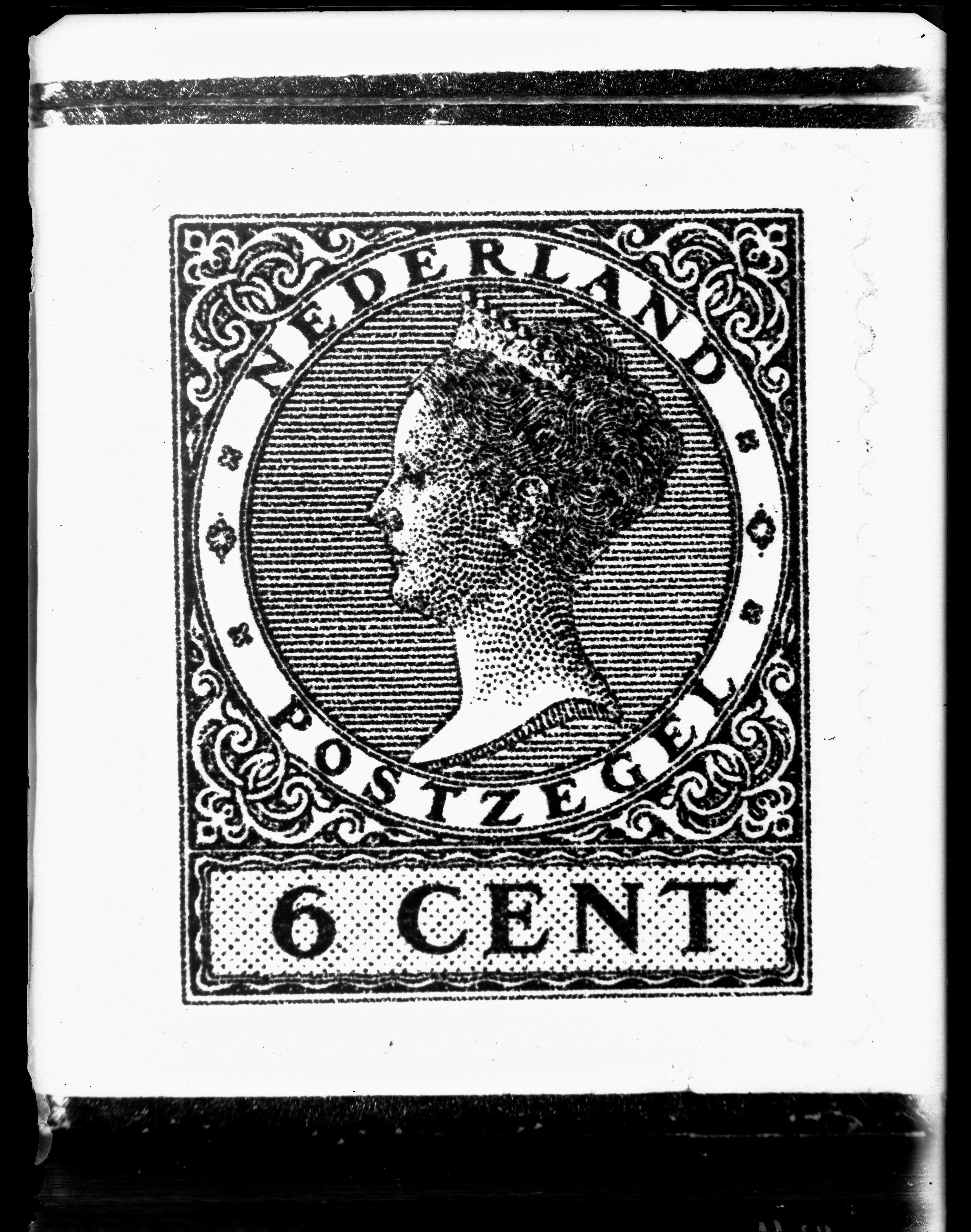
طابع أسود هولندي صادر عام 1937، وهو من تصميم بول جيرمونبريز [الإنجليزية].
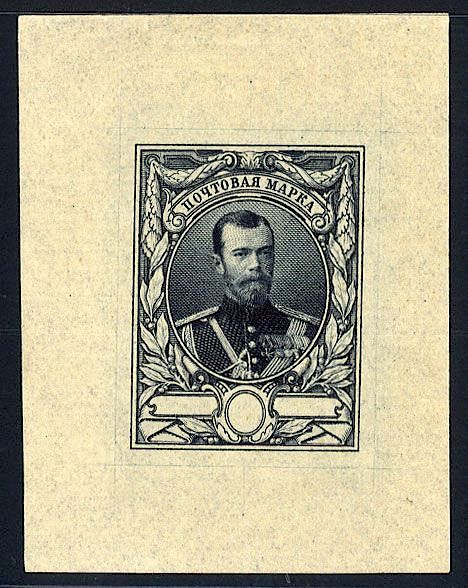
نسخة مقترح تصميم طابع [الإنجليزية] أسود من الإمبراطورية الروسية عام 1903.
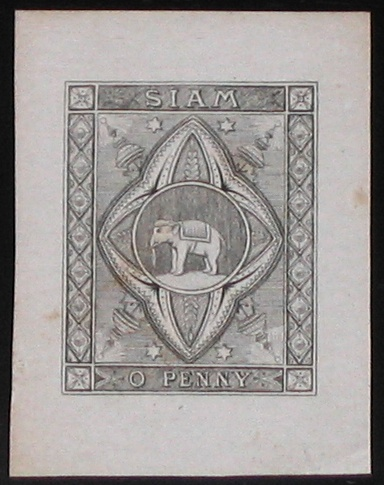
نسخة مقترح تصميم طابع [الإنجليزية] أسود من مملكة سيام.
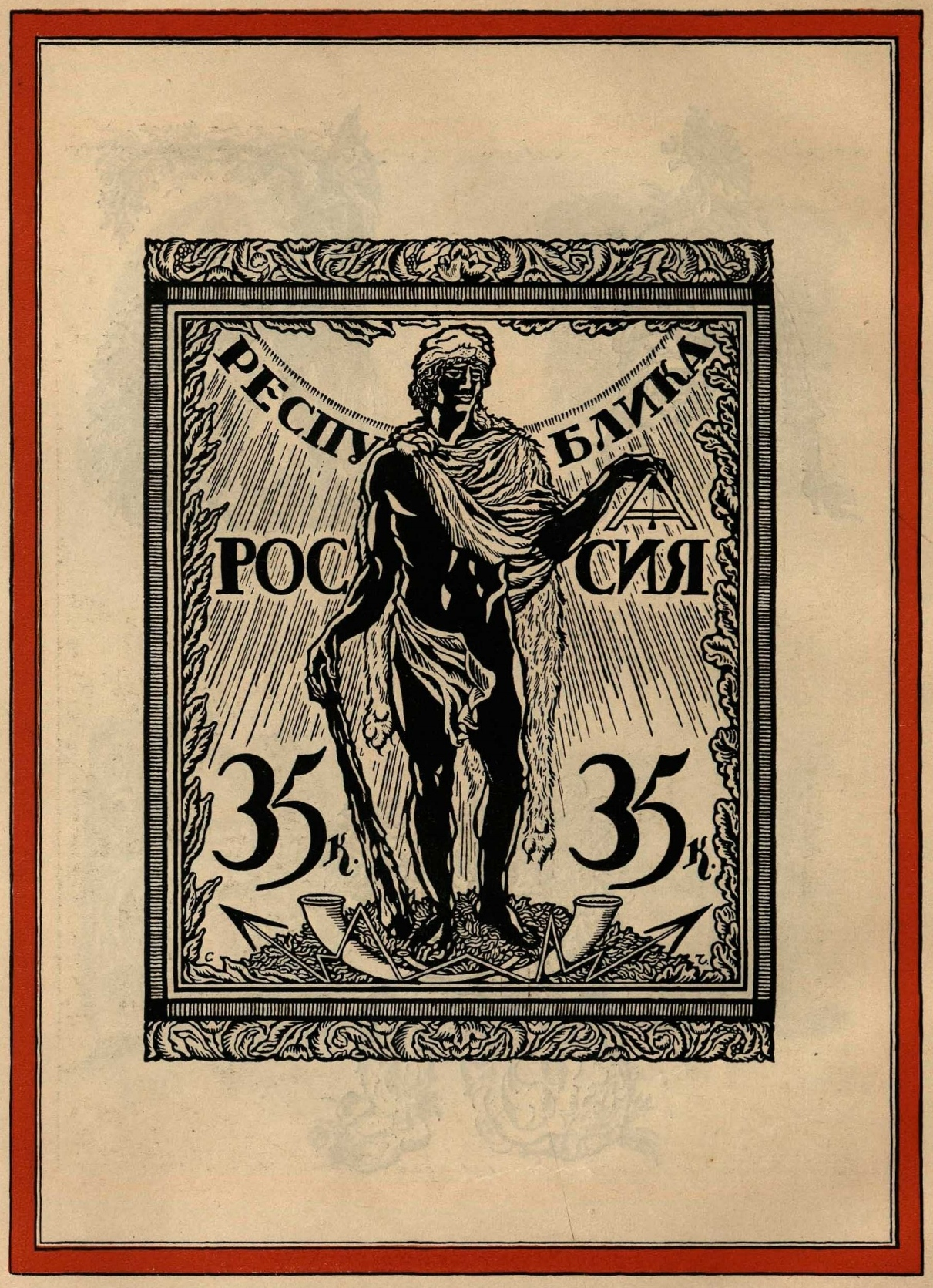
طابع أسود روسي من تصميم سيرجي تشيخونين [الإنجليزية] عام 1917.